# Galaxias pedderensis
Galaxias pedderensis är en fiskart som beskrevs av Frankenberg, 1968. Galaxias pedderensis ingår i släktet Galaxias och familjen Galaxiidae. IUCN kategoriserar arten globalt som akut hotad. Inga underarter finns listade i Catalogue of Life.